# خفاش گوش‌بلند
خفاش گوش‌بلند (نام علمی: Plecotus austriacus) گونه‌ای خفاش از تیره خفاش‌ناهیدیان با جثه به نسبت کوچک است که در مناطق گسترده‌ای از قاره اروپا زندگی می‌کند. این خفاش همچنین در کوه‌های سبلان و رشته‌کوه زاگرس در ایران دیده شده است.
طول کلی بدن این پستاندار ۷۸ تا ۱۱۷ میلی‌متر است و وزن آن به ۵ تا ۱۳ گرم می‌رسد.